# تیم کازورینسکی
تیم کازورینسکی (انگلیسی: Tim Kazurinsky؛ زادهٔ ۳ مارس ۱۹۵۰) یک هنرپیشه اهل ایالات متحده آمریکا است. وی از سال ۱۹۷۸ میلادی تاکنون مشغول فعالیت بوده‌است.
از فیلم‌ها یا برنامه‌های تلویزیونی که وی در آن نقش داشته است می‌توان به دانشکده پلیس ۲، دانشکده پلیس ۳، دانشکده پلیس ۴، درباره شب قبل، بادیگارد من، جایی در زمان و پول نقد اشاره کرد.